# Битка при Херонея (86 пр.н.е.)
 Тази статия е за Битка при Херонея (86 пр.н.е).  За битката през 338 пр.н.е. със същото име вижте Битка при Херонея.  
Битката при Херонея (Chaeronea) се провежда през 86 пр.н.е по времето на Първата Митридатова война, между силите на Римската република водени от Луций Корнелий Сула и силите на Понтийското царство, водени от генерал Архелай. Тази битка е описана в три антични текста, въпреки че те леко се разминават. Описанието на битката се намира в „Митридатови войни“ на Апиан (раздел 42 – 43), „Стратегеми“ на Секст Юлий Фронтин (книга 2, глава 3.17) и в „Живота на Сула“ от Плутарх (глави 17 – 19).

## Сили
Римляните са силно превъзхождани по численост от понтийците през цялата кампания. Повечето източници дават 120 000 като брой на войниците в армията на Архелай, според Апиан армията му се състои от тракийци, понтийци, скити, галациянци, витинияни и фригийци. Апиан твърди, че римляните са превъзхождани три към едно, като им дава 40 000 души. Самия Сула твърди, че разполагал само с 15 000 души пехота и 1500 души кавалерия, но това твърдение вероятно е чиста пропаганда. Той има пет легиона в Гърция, част от тази армия все още е в Атина и обсажда Акропола, но Хортензий разполага с 6000 мъже и изглежда малко вероятно Сула да рискува да напредва към Архелай с по-малко от 10 000 от собствените си войници.
Знае се че Архелай има предимство при кавалерията, а също така има сила от поне 60 скитски колесници, които са ужасяващо оръжие когато се използват срещу пехота.

## Подготовка
Битката при Херонея е първото от две смазващи поражения претърпени от понтийската армия, с които приключва инвазията на Митридат VI в Гърция. През 88 пр.н.е. голяма понтийска армия под командването на генерал Архелай пътува към Атина и набързо поема контрола над по-голямата част от Южна Гъция. Този успех е краткотраен и приключва в началото на 87 пр.н.е., с пристигането на консула Сула, който командва пет легиона. Архелай и гръцките му съюзници се оказват обсадени в Атина и Пирея от есента на 87 пр.н.е. до пролетта на 86 пр.н.е. Най-накрая на 1 март 86 пр.н.е. римляните съумяват да превземат Атина. Въпреки че Акропола се държал още няколко седмици, на Архелай му става ясно, че няма смисъл да продължава да защитава Пирея и се оттегля на север с армията си, където да се обедини с втора понтийска армия напредваща през Тесалия.
За известно време римляните имат военна част на северозапад от Атина под командването на Луций Хортензий (Lucius Hortensius, по възрастният брат на Квинт Хортензий), наблюдаващи понтийските сили в Халкида. Сега имало реална опасност тази военна част да бъде отрязана и победена от обединената армия на Архелай. Сула също така остава без припаси в Атика и решава да се премести на северозапад в Беотия, където може да намери припаси, а също така щял да помогне и на Хортензий.
Хортензий бързо се измъква от опасност, като преминава през планински проход и се обединява със Сула. Комбинираната им армия взима позиция на хълм в южния край на равнината на Елатея (Elatea), понтийският лагер е в северната и част. Двете армии вероятно са разделени от река Кефис (Cephisus), която преминава в средата на равнината течейки от запад на изток. Позицията на Сула е достатъчно добра, за да го накара да се откаже от битка на равнинен терен толкова подходящ за понтийската кавалерия. Но най-големият му проблем е, че неговата „линия на комуникация“ (военен термин: линията на комуникация е пътят, който свързва оперативна военна единица със снабдителната му база. Доставки и подкрепления се транспортират по линията. Следователно, една сигурна и свободна линия за комуникация е от жизнено значение за всяка военна сила, за да продължи да функционира ефективно) следва р. Кефис и преминава на югоизток извън равнината през тесен проход към Херонея. Входът на този проход се охранява от акропола на Парапотамии (Parapotamii, поселение на река Кефис), който се издига на северния (ляв) бряг на реката в западния край на планина Хадилий (Hedylium). И двете страни се опитват да превземат този акропол, въпреки че не е ясно кой е тръгнал към него пръв. Войниците на Сула печелят „състезанието“, блокирайки северния вход на прохода. Архелай след това прави сериозна грешка. Той решава да се опита да блокира „линията на комуникация“ на Сула, като превземе град Херонея. Силите на Сула при Парапотамии блокират директния път към Херонея, така Архелай е принуден да заобиколи планината, наближавайки Херонея от север.
Хода на битката е доминиран от терена около Херонея (скалист и хълмист район, неподходящ за армията на Архелай, но благоприятен за римляните). Градът е разположен на южните брегове на р. Кефис в тясна равнина, широка някъде около 2 – 3 километра. На юг от града е планината Турий (Thurium), хълмиста област, която достига максимална височина само 500 метра. На север от града, на северния бряг на реката се намира планина Аконтий (Acontium), която се простира от запад на изток покрай реката. Тясна скалиста долина разделя планината Аконтий от планината Хадилий, малко по на север.
Жителите на Херонея скоро разбрат, че Архелай приближава и призоват за помощ Сула. Той отговоря, като изпраща легион под командването на легата Габиний (Gabinius), който пристига навреме в Херонея, за да спре Архелай да окупира града. Архелай заема позиция в долината между планините Аконтий и Хадилий, също така поставя военна част на северните склонове на планина Турий.
Главните сили на Сула следват Габиний навътре в долината на р. Кефис, като в крайна сметка взимат позиция на запад от понтийския лагер, намиращ се на южните склонове на планина Хадилий. Сула изчаква там един ден, а след това се премества на юг към равнините, оставяйки легион и две кохорти под командването на легата Луций Лициний Мурена да наблюдават понтийския лагер. Друг отряд е изпратен на юг, като използват местни водачи да достигнат позиция на юг от понтийската военна част оставена при планина Турий. Двете армии скоро са готови да пресекат речната долина. Римският ляв фланг под командването на Мурена е на север от реката, срещу понтийския десен фланг. Римският десен фланг под командването на Сула е на юг от реката, срещу понтийския ляв фланг.

## Битка
Битката започва, когато римския отряд достига до пл. Турий. Войниците от понтийския отряд, който се намира там се паникьосват и побягват надолу по хълма навлизайки в речната долина, като по този начин разкъсват линиите на Архелай. Архелай отговаря като нарежда атака на кавалерията, която постига твърде малко. След това изпраща скитските си колесници срещу римляните. Когато тези колесници атакуват на пълна скорост те са истинска опасност, но в този случай те нямат достатъчно пространство да наберат скорост и римляните оставят бавноподвижните колесници просто да преминат между пролуките в редиците им, а след това избиват екипажите им отзад.
Тези неуспешни атаки, ако не друго поне дават малко време на Архелай да подреди фалангите си на бойната линия. Следва период на интензивна битка между двете пехоти в центъра, докато изхода от двубоя се решил от фланговете. Архелай решава да предприеме флангова атака на кавалерията си по Мурена на левия римски фланг. Отговорът на Сула е, да изпрати Хортензий с пет кохорти от резервите да помогнат на Мурена. Но Архелай успява да изолира Хортензий, тогава настъпва реално опасност римският ляв фланг да се разпадне.
Сула реагира като събира кавалерията си и преминава от десния към левия фланг с цел да помогне на Хортензий. Архелай забелязвайки облака от прах и щандартите на римския командир които приближават, потегля на юг да нападне отслабения и оставен без командир десен римски фланг. Сула реагира, като се връща на юг с кавалерията си, една кохорта взета от Хортензий и още две кохорти вероятно взети от резерва от дясно. Сула достига най-южната част на битката преди Архелай и започва пълномащабна атака, докато понтийските линии се придвижват все още дезорганизирани. Понтийския ляв фланг е изтласкан назад към р. Кефис. В същото време Хортензий и Мурена на римския ляв фланг, отблъскват последната понтийска атака и тръгват в нападение.
Понтийското отстъпление скоро се превръща в безредно бягство. Армията на Архелай е разделена на две части от пл. Аконтий. Архелай се опитва да прегрупира силите си пред понтийския лагер намиращ се между планините Аконтий и Хадилий, затваряйки лагерните врати, но с това само увеличава броя на жертвите. В крайна сметка е принуден да отвори вратите, но е твърде късно за по-голямата част от армията му.

## Последици
Според Апиан и Плутарх, само 10 000 души оцеляват и съумяват да избягат с генерала си към бреговете. Римските загуби са неизвестни. Самия Сула твърди, че изгубил само 14 или 15 души, двама, от които се появяват по-късно.
Тази смазваща победа не приключва войната. Сула се втурва с леката си пехота, след останалата бягаща армия на Архелай, опитваща се да премине морето към Халкида, но няма успех в залавянето им. В Халкида, Архелай ще получи 80 000 души подкрепление, с които скоро ще бъде в състояние да се върне на континента и да търси втора битка. Тази битка състояла се при Орхомен, за разлика от отминалата битка при Херонея, е на терен идеален за кавалерията му, но отново завършва със смазваща загуба на понтийците, което най-накрая приключва войната в Гърция.